# 913

## Esdeveniments
- Lleó és la capital del regne d'Astúries
- Construcció de l'Alcázar de Sevilla
- Landó I escollit papa (en substitució d'Anastasi III).

## Naixements
- Isma'il al-Mansur Bi-Nasrillah, califa

## Necrològiques
- Alexandre
- Anastasi III